# Мађарски хелсиншки одбор
Мађарски Хелсиншки одбор (мађ. Magyar Helsinki Bizottság) је невладина организација за људска права основана 1989. године, са седиштем у Будимпешти, у Мађарској. Овај комитет је члан Међународне хелсиншке федерације за људска права и Европског савета за избеглице и азил. Одбор себе дефинише као контролоре поштовања људских права заштићених међународним инструментима, како би информисали јавност о кршењу људских права и да се жртвама кршења људских права обезбеди бесплатна правна помоћ. Такође је повезан са Светском организацијом против тортуре (OMCT) и чланица је организације Европског савета за избеглице и азил.